# Volare
Volare (с итал. — «Летать»), или «Nel blu dipinto di blu» — итальянская песня, написанная Доменико Модуньо и Франко Мильяччи.
Впервые была представлена на фестивале итальянской песни в Сан-Ремо в 1958 году автором Модуньо и (второе исполнение) Джонни Дорелли, где заняла первое место. В том же году эта песня представляла Италию на конкурсе «Евровидение», где заняла третье место.
В 2005 году была признана, сразу за «Waterloo» группы ABBA, лучшей песней в истории конкурса «Евровидение» за первые полвека его существования. Единственная песня, спетая итальянским певцом и достигшая номера один в Billboard Hot 100. Полностью спетая на итальянском языке, это также единственная песня не на английском, удостоенная награды «Грэмми» в номинации «запись года» (1958).
В 1970-х годах мелодия этой песни с изменёнными словами использовалась в рекламных материалах автомобиля Plymouth Volaré.
Существует большое количество кавер-версий.

## Некоторые кавер-версии
- Дин Мартин (1958)
- Конни Фрэнсис (1959)
- Рита Павоне (на итальянском, 1964)
- София Ротару
- Муслим Магомаев
- Дэвид Боуи (на итальянском)
- Гелена Великанова (на русском)
- Паваротти, Лучано (на итальянском)
- Далида с оркестром (на французском)
- Пупо (на итальянском)
- Марыля Родович
- Нино Порцио
- Gipsy Kings (на искаженном испанском, 1989)
- Барри Уайт (на английском, 1991)
- Captain Jack
- DJ BoBo[3]
- Александр Пономарёв (на украинском)
- Марино Марини
- Il Volo
- Эмма Марроне
- Арт-группа «Сопрано Турецкого» (смешанный текст на испанском и русском языках)
- Валерий Меладзе (на русском, 2007).